# Circondario di Freudenstadt
Il circondario di Freudenstadt è uno dei circondari dello stato tedesco del Baden-Württemberg.
Fa parte del distretto governativo di Karlsruhe.

## Città e comuni
(Abitanti il 31 dicembre 2022)
| Città 1. Alpirsbach (6 177) 2. Dornstetten (8 301) 3. Freudenstadt (24 301) 4. Horb am Neckar (25 752) | Comuni 1. Bad Rippoldsau-Schapbach (2 090) 2. Baiersbronn (14 942) 3. Empfingen (4 286) 4. Eutingen im Gäu (5 986) 5. Glatten (2 515) 6. Grömbach (618) 7. Loßburg (7 798) 8. Pfalzgrafenweiler (7 146) 9. Schopfloch (2 582) 10. Seewald (2 182) 11. Waldachtal (6 286) 12. Wörnersberg (202) |